# Crna Mlaka
Crna Mlaka is een plaats in de gemeente Jastrebarsko in de Kroatische provincie Zagreb. De plaats telt 42 inwoners (2001).